# Dubovec (Chorwacja)
Dubovec – wieś w Chorwacji, w żupanii krapińsko-zagorskiej, w gminie Gornja Stubica. W 2011 roku liczyła 328 mieszkańców.